# Gran Premio di superbike di Losail 2009
Il Gran Premio di Superbike di Losail 2009 è stata la seconda prova su quattordici del campionato mondiale Superbike 2009, è stato disputato il 14 marzo sul circuito di Losail e in gara 1 ha visto la vittoria di Ben Spies davanti a Noriyuki Haga e Max Biaggi, lo stesso identico risultato si è ripetuto anche in gara 2.
La vittoria nella gara valevole per il campionato mondiale Supersport 2009 è stata ottenuta da Eugene Laverty.

## Risultati

### Gara 1

#### Arrivati al traguardo[4]
| Pos. | Nº  | Pilota            | Squadra                  | Motocicletta         | Giri | Tempo     | Griglia | Punti |
| ---- | --- | ----------------- | ------------------------ | -------------------- | ---- | --------- | ------- | ----- |
| 1º   | 19  | Ben Spies         | Yamaha WSB               | Yamaha YZF R1        | 18   | 36:06.304 | 1º      | 25    |
| 2º   | 41  | Noriyuki Haga     | Ducati Xerox             | Ducati 1098R         | 18   | +0:01.893 | 4º      | 20    |
| 3º   | 3   | Max Biaggi        | Aprilia Racing           | Aprilia RSV4         | 18   | +0:02.168 | 3º      | 16    |
| 4º   | 56  | Shin'ya Nakano    | Aprilia Racing           | Aprilia RSV4         | 18   | +0:12.061 | 6º      | 13    |
| 5º   | 7   | Carlos Checa      | HANNspree Ten Kate Honda | Honda CBR1000RR      | 18   | +0:12.597 | 7º      | 11    |
| 6º   | 67  | Shane Byrne       | Sterilgarda              | Ducati 1098R         | 18   | +0:12.971 | 8º      | 10    |
| 7º   | 66  | Tom Sykes         | Yamaha WSB               | Yamaha YZF R1        | 18   | +0:13.570 | 5º      | 9     |
| 8º   | 9   | Ryūichi Kiyonari  | Ten Kate Honda Racing    | Honda CBR1000RR      | 18   | +0:19.306 | 12º     | 8     |
| 9º   | 11  | Troy Corser       | BMW Motorrad Motorsport  | BMW S1000 RR         | 18   | +0:19.388 | 16º     | 7     |
| 10º  | 55  | Régis Laconi      | DFX Corse                | Ducati 1098R         | 18   | +0:20.981 | 11º     | 6     |
| 11º  | 91  | Leon Haslam       | Stiggy Racing Honda      | Honda CBR1000RR      | 18   | +0:21.164 | 18º     | 5     |
| 12º  | 65  | Jonathan Rea      | HANNspree Ten Kate Honda | Honda CBR1000RR      | 18   | +0:21.994 | 17º     | 4     |
| 13º  | 111 | Rubén Xaus        | BMW Motorrad Motorsport  | BMW S1000 RR         | 18   | +0:22.917 | 15º     | 3     |
| 14º  | 23  | Broc Parkes       | Kawasaki World Superbike | Kawasaki ZX 10R      | 18   | +0:27.218 | 13º     | 2     |
| 15º  | 33  | Tommy Hill        | HANNspree Honda Althea   | Honda CBR1000RR      | 18   | +0:31.602 | 20º     | 1     |
| 16º  | 31  | Karl Muggeridge   | Celani Race              | Suzuki GSX-R 1000 K9 | 18   | +0:33.934 | 21º     |       |
| 17º  | 99  | Luca Scassa       | Team Pedercini           | Kawasaki ZX 10R      | 18   | +0:47.496 | 27º     |       |
| 18º  | 25  | David Salom       | Team Pedercini           | Kawasaki ZX 10R      | 18   | +0:47.505 | 23º     |       |
| 19º  | 15  | Matteo Baiocco    | PSG1-1 Corse             | Kawasaki ZX 10R      | 18   | +0:59.278 | 28º     |       |
| 20º  | 77  | Vittorio Iannuzzo | Squadra Corse Italia     | Honda CBR1000RR      | 18   | +0:59.295 | 25º     |       |
| 21º  | 24  | Brendan Roberts   | Guandalini Racing        | Ducati 1098R         | 18   | +0:59.338 | 24º     |       |
| 22º  | 71  | Yukio Kagayama    | Suzuki Alstare BRUX      | Suzuki GSX-R 1000 K9 | 18   | +1:04.008 | 14º     |       |

#### Ritirati
| Nº | Pilota          | Squadra             | Motocicletta         | Giri | Griglia |
| -- | --------------- | ------------------- | -------------------- | ---- | ------- |
| 86 | Ayrton Badovini | PSG1-1 Corse        | Kawasaki ZX 10R      | 10   | 26º     |
| 84 | Michel Fabrizio | Ducati Xerox        | Ducati 1098R         | 7    | 10º     |
| 96 | Jakub Smrž      | Guandalini Racing   | Ducati 1098R         | 6    | 2º      |
| 76 | Max Neukirchner | Suzuki Alstare BRUX | Suzuki GSX-R 1000 K9 | 5    | 19º     |
| 44 | Roberto Rolfo   | Stiggy Racing Honda | Honda CBR1000RR      | 3    | 9º      |

### Gara 2

#### Arrivati al traguardo[5]
| Pos. | Nº  | Pilota            | Squadra                  | Motocicletta         | Giri | Tempo     | Griglia | Punti |
| ---- | --- | ----------------- | ------------------------ | -------------------- | ---- | --------- | ------- | ----- |
| 1º   | 19  | Ben Spies         | Yamaha WSB               | Yamaha YZF R1        | 18   | 36:02.126 | 1º      | 25    |
| 2º   | 41  | Noriyuki Haga     | Ducati Xerox             | Ducati 1098R         | 18   | +0:01.274 | 4º      | 20    |
| 3º   | 3   | Max Biaggi        | Aprilia Racing           | Aprilia RSV4         | 18   | +0:01.622 | 3º      | 16    |
| 4º   | 9   | Ryūichi Kiyonari  | Ten Kate Honda Racing    | Honda CBR1000RR      | 18   | +0:01.845 | 12º     | 13    |
| 5º   | 66  | Tom Sykes         | Yamaha WSB               | Yamaha YZF R1        | 18   | +0:05.117 | 5º      | 11    |
| 6º   | 76  | Max Neukirchner   | Suzuki Alstare BRUX      | Suzuki GSX-R 1000 K9 | 18   | +0:09.512 | 19º     | 10    |
| 7º   | 56  | Shin'ya Nakano    | Aprilia Racing           | Aprilia RSV4         | 18   | +0:09.514 | 6º      | 9     |
| 8º   | 65  | Jonathan Rea      | HANNspree Ten Kate Honda | Honda CBR1000RR      | 18   | +0:12.621 | 17º     | 8     |
| 9º   | 11  | Troy Corser       | BMW Motorrad Motorsport  | BMW S1000 RR         | 18   | +0:13.842 | 16º     | 7     |
| 10º  | 111 | Rubén Xaus        | BMW Motorrad Motorsport  | BMW S1000 RR         | 18   | +0:13.884 | 15º     | 6     |
| 11º  | 91  | Leon Haslam       | Stiggy Racing Honda      | Honda CBR1000RR      | 18   | +0:13.888 | 18º     | 5     |
| 12º  | 67  | Shane Byrne       | Sterilgarda              | Ducati 1098R         | 18   | +0:14.913 | 8º      | 4     |
| 13º  | 7   | Carlos Checa      | HANNspree Ten Kate Honda | Honda CBR1000RR      | 18   | +0:15.762 | 7º      | 3     |
| 14º  | 55  | Régis Laconi      | DFX Corse                | Ducati 1098R         | 18   | +0:15.920 | 11º     | 2     |
| 15º  | 71  | Yukio Kagayama    | Suzuki Alstare BRUX      | Suzuki GSX-R 1000 K9 | 18   | +0:19.565 | 14º     | 1     |
| 16º  | 23  | Broc Parkes       | Kawasaki World Superbike | Kawasaki ZX 10R      | 18   | +0:21.759 | 13º     |       |
| 17º  | 96  | Jakub Smrž        | Guandalini Racing        | Ducati 1098R         | 18   | +0:28.523 | 2º      |       |
| 18º  | 31  | Karl Muggeridge   | Celani Race              | Suzuki GSX-R 1000 K9 | 18   | +0:40.499 | 21º     |       |
| 19º  | 24  | Brendan Roberts   | Guandalini Racing        | Ducati 1098R         | 18   | +0:43.761 | 24º     |       |
| 20º  | 99  | Luca Scassa       | Team Pedercini           | Kawasaki ZX 10R      | 18   | +0:44.669 | 27º     |       |
| 21º  | 77  | Vittorio Iannuzzo | Squadra Corse Italia     | Honda CBR1000RR      | 18   | +0:48.955 | 25º     |       |
| 22º  | 15  | Matteo Baiocco    | PSG1-1 Corse             | Kawasaki ZX 10R      | 15   | +3 giri   | 28º     |       |

#### Ritirati
| Nº | Pilota          | Squadra                | Motocicletta    | Giri | Griglia |
| -- | --------------- | ---------------------- | --------------- | ---- | ------- |
| 44 | Roberto Rolfo   | Stiggy Racing Honda    | Honda CBR1000RR | 17   | 9º      |
| 84 | Michel Fabrizio | Ducati Xerox           | Ducati 1098R    | 13   | 10º     |
| 25 | David Salom     | Team Pedercini         | Kawasaki ZX 10R | 8    | 23º     |
| 33 | Tommy Hill      | HANNspree Honda Althea | Honda CBR1000RR | 6    | 20º     |
| 86 | Ayrton Badovini | PSG1-1 Corse           | Kawasaki ZX 10R | 1    | 26º     |

### Supersport

#### Arrivati al traguardo[3]
| Pos. | Nº  | Pilota             | Squadra                    | Motocicletta        | Giri | Tempo     | Griglia | Punti |
| ---- | --- | ------------------ | -------------------------- | ------------------- | ---- | --------- | ------- | ----- |
| 1º   | 50  | Eugene Laverty     | Parkalgar Honda            | Honda CBR600RR      | 18   | 37:06.285 | 2º      | 25    |
| 2º   | 1   | Andrew Pitt        | HANNspree Ten Kate Honda   | Honda CBR600RR      | 18   | + 0,063   | 4º      | 20    |
| 3º   | 35  | Cal Crutchlow      | Yamaha World Supersport    | Yamaha YZF R6       | 18   | + 0.625   | 1º      | 16    |
| 4º   | 54  | Kenan Sofuoğlu     | HANNspree Ten Kate Honda   | Honda CBR600RR      | 18   | + 0.711   | 3º      | 13    |
| 5º   | 127 | Robbin Harms       | Veidec Racing RES Software | Honda CBR600RR      | 18   | + 5.200   | 8º      | 11    |
| 6º   | 14  | Matthieu Lagrive   | HANNspree Honda Althea     | Honda CBR600RR      | 18   | + 5.233   | 6º      | 10    |
| 7º   | 24  | Garry McCoy        | ParkinGO Triumph BE1       | Triumph Daytona 675 | 18   | + 9.538   | 9º      | 9     |
| 8º   | 55  | Massimo Roccoli    | Intermoto Czech            | Honda CBR600RR      | 18   | + 9.551   | 17º     | 8     |
| 9º   | 13  | Anthony West       | Stiggy Racing Honda        | Honda CBR600RR      | 18   | + 9.616   | 12º     | 7     |
| 10º  | 77  | Barry Veneman      | Hoegee Suzuki              | Suzuki GSX-R600     | 18   | + 12.159  | 18º     | 6     |
| 11º  | 51  | Michele Pirro      | Yamaha Lorenzini by Leoni  | Yamaha YZF R6       | 18   | + 15.044  | 11º     | 5     |
| 12º  | 117 | Miguel Praia       | Parkalgar Honda            | Honda CBR600RR      | 18   | + 17.611  | 14º     | 4     |
| 13º  | 26  | Joan Lascorz       | Kawasaki Motocard.com      | Kawasaki ZX-6R      | 18   | + 17.701  | 15º     | 3     |
| 14º  | 105 | Gianluca Vizziello | Stiggy Racing Honda        | Honda CBR600RR      | 18   | + 19.897  | 19º     | 2     |
| 15º  | 8   | Mark Aitchison     | HANNspree Honda Althea     | Honda CBR600RR      | 18   | + 35.382  | 10º     | 1     |
| 16º  | 9   | Danilo Dell'Omo    | Kuja Racing                | Honda CBR600RR      | 18   | + 35.701  | 21º     |       |
| 17º  | 28  | Arie Vos           | Veidec Racing RES Software | Honda CBR600RR      | 18   | + 36.239  | 23º     |       |
| 18º  | 83  | Russell Holland    | Echo CRS Grand Prix        | Honda CBR600RR      | 18   | + 36.406  | 24º     |       |
| 19º  | 69  | Gianluca Nannelli  | ParkinGO Triumph BE1       | Triumph Daytona 675 | 18   | + 40.548  | 7º      |       |
| 20º  | 5   | Doni Tata Pradita  | YZF Yamaha                 | Yamaha YZF R6       | 18   | + 58.948  | 28º     |       |
| 21º  | 88  | Yannick Guerra     | Holiday Gym Racing         | Yamaha YZF R6       | 18   | +1:01.386 | 29º     |       |
| 22º  | 32  | Fabrizio Lai       | Echo CRS Grand Prix        | Honda CBR600RR      | 18   | +1:18.036 | 27º     |       |
| 23º  | 78  | Shaun Geronimi     | Hoegee Suzuki              | Suzuki GSX-R600     | 18   | +1:22.281 | 30º     |       |

#### Ritirati
| Nº | Pilota            | Squadra                    | Motocicletta        | Giri | Griglia |
| -- | ----------------- | -------------------------- | ------------------- | ---- | ------- |
| 21 | Katsuaki Fujiwara | Kawasaki Motocard.com      | Kawasaki ZX-6R      | 14   | 13º     |
| 30 | Jesco Günther     | RES Software Veidec Racing | Honda CBR600RR      | 13   | 20º     |
| 99 | Fabien Foret      | Yamaha World Supersport    | Yamaha YZF R6       | 2    | 5º      |
| 19 | Paweł Szkopek     | MS Factory Racing          | Triumph Daytona 675 | 1    | 16º     |
| 7  | Patrik Vostárek   | Intermoto Czech            | Honda CBR600RR      | 1    | 22º     |
| 96 | Matěj Smrž        | MS Factory Racing          | Triumph Daytona 675 | 1    | 25º     |
| 71 | José Morillas     | Holiday Gym Racing         | Yamaha YZF R6       | 1    | 26º     |